# Harry Jacobs (przeciągacz liny)
Harry Jacobs – amerykański przeciągacz liny, brązowy medalista igrzysk olimpijskich.
Był zawodnikiem klubu Southwest Turnverein z Saint Louis, który podczas igrzysk olimpijskich 1904 wystawił dwie pięcioosobowe drużyny w przeciąganiu liny. Jacobs jako reprezentant drugiego zespołu zdobył brązowy medal po porażce w pojedynku o 2. miejsce z pierwszym zespołem klubu z Saint Louis i wygranej rywalizacji o 3. miejsce z zawodnikami klubu New York Athletic Club.